# Premio Schiller
Il Premio Schiller, creato nel 1905 e attribuito dalla Fondazione Schiller, è stato un importante riconoscimento letterario svizzero. Per oltre un secolo ha premiato ogni anno un autore germanofono, francofono, italofono e romanciofono (uno per ogni regione linguistica svizzera) per un'opera di poesia, prosa o teatro. Si chiamò così in onore del poeta e drammaturgo tedesco Friedrich Schiller, autore del Guglielmo Tell, nel centenario della sua morte.
La Fondazione Schiller, inoltre, a partire dal 1920 e con un intervallo di tempo variabile tra i 3 e i 6 anni, ha assegnato quello che era considerato il più prestigioso dei premi Schiller e di tutta la Svizzera: il Gran Premio Schiller, con un budget di 30'000 franchi. Il premio non viene più attribuito dal 2013, anno in cui la Confederazione ha fondato i Premi svizzeri di letteratura.
Dal 2013, la Fondazione Schiller ha inaugurato il Premio Terra Nova per la letteratura e la traduzione letteraria in Svizzera. Ogni premio è dotato di 5'000 franchi. Il riconoscimento letterario è «attribuito ad autrici o autori all’inizio della loro carriera per un’opera letteraria di notevole qualità scritta in una delle quattro lingue nazionali (di norma per un’opera prima)». Quello per la traduzione letteraria è invece «attribuito a traduttrici o traduttori che, traducendo da una lingua nazionale in un’altra, abbiano permesso di far conoscere un’opera o un’autrice/un autore al pubblico di un’altra regione linguistica».

## Vincitrici e vincitori del Gran Premio Schiller
- 1920 - Carl Spitteler
- 1922 - Jakob Bosshart
- 1923 - Philippe Godet
- 1928 - Francesco Chiesa
- 1930 - Jakob Schaffner
- 1936 - Charles-Ferdinand Ramuz
- 1937 - Vinicio Salati
- 1943 - Peider Lansel
- 1948 - Meinrad Inglin
- 1955 - Gonzague de Reynold
- 1960 - Léon Savary
- 1960 - Friedrich Dürrenmatt
- 1973 - Max Frisch
- 1982 - Denis de Rougemont
- 1988 - Giorgio Orelli
- 1992 - Hugo Loetscher
- 1997 - Maurice Chappaz
- 2000 - Grytzko Mascioni
- 2005 - Erika Burkart
- 2010 - Philippe Jaccottet
- 2012 - Giovanni Orelli e Peter Bichsel

## Vincitrici e vincitori del Premio Terra Nova (letteratura)
- 2013 - Marina Salzmann
- 2014 - Laurent Cennamo
- 2015 - Mathilde Vischer
- 2016 - Noëmi Lerch e Yari Bernasconi
- 2017 - Gianna Olinda Cadonau e Fanny Wobmann
- 2018 - Julia Weber e Jérémie Gindre
- 2019 - Matthias Amann, Usama Al Shahmani, Romain Buffat e Fabio Andina
- 2020 - Ivna Žic e Matteo Ferretti
- 2021 - Lukas Maisel e Thomas Flahaut
- 2022 - Katja Brunner e Laura Di Corcia

## Vincitrici e vincitori del Premio Terra Nova (traduzione letteraria)
- 2013 - Peter Egloff e Camille Luscher
- 2014 - Maurizia Balmelli e Walter Rosselli
- 2015 - Julia Dengg
- 2016 - Yla von Dach
- 2017 - Marcella Pult-Palmara
- 2018 - Anita Rochedy
- 2019 - Non attribuito
- 2020 - Walter Rosselli
- 2021 - Renato Weber
- 2022 - Lydia Dimitrow